# Victoriano Dominé
Victoriano Gerardo Dominé (Arrecifes, Buenos Aires, 6 de junio de 1951-Arrecifes, Buenos Aires, 7 de junio de 2025) fue un futbolista argentino que jugaba como delantero.

## Trayectoria

### Estudiantes de La Plata
Domine debutó en Estudiantes en 1968, pero se instaló en primera división en 1970. En el pincha jugó hasta 1973.

### Atlanta
En 1974 tuvo un breve paso por Atlanta. Le tocó jugar en un bohemio que no atravesaba en un gran momento y jugó solamente una temporada.

### Atlético Tucumán
En 1975 dio un salto en su carrera y llegó a Atlético Tucumán. En su primer año vistiendo la camiseta del decano, se consagró campeón de la Liga Tucumana y terminó primero en su grupo del Nacional 1975 y avanzó a la fase final. En 1976 quedaría a las puertas de clasificar a la fase final del Nacional 1976.

### Vélez
En 1976 volvió a Buenos Aires para sumarse a Vélez. En 1977 terminó tercero del Campeonato Metropolitano.

### Colón
En 1978 se mudó a Santa Fe para jugar en Colón. En el Campeonato Nacional terminó segundo en su grupo y avanzó a la fase eliminatoria, donde cayó en cuartos de final.

### Los Andes
Luego de su paso por el sabalero, Dominé llegó a Los Andes. En 1980 se retiró del fútbol.

## Clubes
| Club                    | País      |
| ----------------------- | --------- |
| Estudiantes de La Plata | Argentina |
| Atlanta                 | Argentina |
| Atlético Tucumán        | Argentina |
| Vélez Sarsfield         | Argentina |
| Colón                   | Argentina |
| Los Andes               | Argentina |

## Palmarés
| Título        | Equipo           | País      | Año  |
| ------------- | ---------------- | --------- | ---- |
| Liga Tucumana | Atlético Tucumán | Argentina | 1975 |